# Michael van Dommelen
Michael van Dommelen (Brielle, 17 september 1983) is een voormalig Nederlandse betaald voetballer. Tegenwoordig speelt hij voor de amateurs van VV Brielle, uit zijn geboorteplaats.    
Van Dommelen speelde in de jeugd van sc Heerenveen en Spijkenisse. De aanvaller verruilde de Friese club voor FC Dordrecht. Bij die club debuteerde hij in 2002 in het betaald voetbal. In vier seizoenen kwam Van Dommelen tot 52 optredens in de Eerste divisie. Hij scoorde in deze periode vier keer een goal. In zijn vierde en laatste seizoen kwam Van Dommelen nauwelijks nog in actie, wegens een blessure aan zijn kruisbanden. FC Dordrecht gaf de spits geen nieuw contract. Hierna kwam hij uit voor diverse amateurverenigingen, eerst DOTO uit Pernis in het seizoen 2007/2008 en daarna Barendrecht. In mei 2010 verovert hij de titel in de Hoofdklasse A met deze club. In juni 2011 ging hij spelen voor ASWH waarmee hij op 29 oktober 2013 in de bekerwedstrijd tegen Ajax(einduitslag 4-1) de 1-1 maakte. Met ASWH won hij in 2014 de districtsbeker, landelijke beker voor amateurs en de Supercup voor amateurs. In 2016 veroverde hij nogmaals de districtsbeker met ASWH. Later dat jaar stapte hij over naar VV Spijkenisse waarmee hij in het seizoen 2016/2017 kampioen werd van de Hoofdklasse A. Vanaf de zomer van 2018 komt Van Dommelen uit voor VV Brielle waar hij nog één keer wilde samen spelen met zijn broertje Alex, waarmee hij ook bij DOTO, Barendrecht en ASWH speelde.

## Loopbaan
| Seizoen | Club           | Competitie     | Wedstrijden | Goals |
| ------- | -------------- | -------------- | ----------- | ----- |
| 2002/03 | FC Dordrecht   | Eerste divisie | 18          | 3     |
| 2003/04 | FC Dordrecht   | Eerste divisie | 24          | 1     |
| 2004/05 | FC Dordrecht   | Eerste divisie | 9           | 0     |
| 2005/06 | FC Dordrecht   | Eerste divisie | 1           | 0     |
| 2016/17 | VV Spijkenisse | Hoofdklasse    | 26          | 18    |